# Alejo IV Ángelo
Alejo IV Ángelo (en griego: Αλέξιος Δ' Άγγελος; c. 1182-8 de febrero de 1204) fue un emperador bizantino, junto con su padre Isaac II Ángelo, desde julio de 1203 a enero de 1204. Era hijo del emperador Isaac II Ángelo y sobrino de Alejo III Ángelo.

## Exilio
En 1195, cuando Alejo III destronó a Isaac II, el joven Alejo fue enviado a prisión. En 1201, dos mercaderes pisanos consiguieron rescatarle, sacarle de Constantinopla y llevárselo a Alemania, donde se refugió en la corte de su cuñado Felipe de Suabia, casado con su hermana Irene. Estando en dicha corte, conoció a Bonifacio de Montferrato, primo de Felipe, que había sido escogido para liderar la cuarta cruzada, pero que había abandonado el asedio de Zara para visitar a Felipe. Bonifacio y Alejo hablaron de desviar la Cruzada hacia Constantinopla, de forma que Alejo y su padre pudiesen recuperar el trono. A cambio, Alejo proporcionaría soldados bizantinos para que luchasen en la Cruzada, además de dinero para pagar la deuda de los cruzados con los venecianos. Asimismo, prometía devolver la Iglesia ortodoxa griega a la obediencia del Papa. Los venecianos se mostraron partidarios del plan cuando se les comunicó, y, en 1202, la flota llegó a Constantinopla. Alejo hizo una demostración de fuerza fuera de las murallas, pero los ciudadanos no mostraron interés alguno en él, pues aunque Alejo III fuese un usurpador desde el punto de vista de los occidentales, resultaba un emperador aceptable a ojos de los bizantinos.

## Emperador

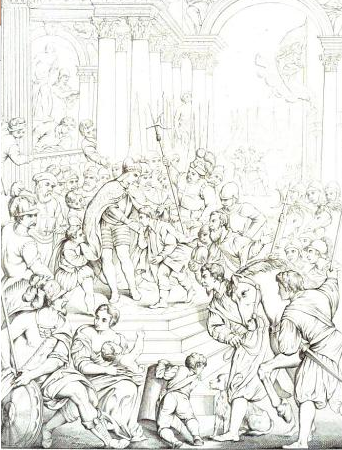
Alejo Comnenos, hijo del desheredado emperador de Constantinopla, llega a Zadar para invocar la ayuda de los cruzados para expulsar del trono a su tío usurpador Alejo y restaurar a su padre Isaac.

En 1203, los cruzados asaltaron la ciudad y Alejo III huyó precipitadamente. A la mañana siguiente al ataque, los cruzados se sorprendieron al ver que los ciudadanos de Constantinopla había liberado a Isaac y le habían vuelto a coronar como su emperador, a pesar del hecho de estar cegado para que no pudiese volver a serlo. Los cruzados no podían aceptar la situación, y obligaron a Isaac a proclamar a Alejo IV como coemperador. A pesar de las grandes promesas de Alejo, Isaac, el más experimentado y práctico de los dos, sabía que la tesorería imperial jamás sería suficiente para pagar la deuda de los cruzados. Alejo parecía no ser consciente de hasta qué punto se habían devaluado las finanzas imperiales en el último medio siglo. Aun así, consiguió reunir la mitad de la suma prometida, tomando dineros de la iglesia y confiscando propiedades de sus enemigos. A continuación intentó derrotar a su tío Alejo III, que se había hecho con el dominio de Tracia. El saqueo de algunas ciudades tracias ayudó en cierta medida, pero mientras tanto, la hostilidad entre los cruzados instalados en la capital y los habitantes de la ciudad crecía constantemente.
En diciembre de 1203 finalmente explotó la violencia entre los constantinopolitanos y los cruzados. Masas enfurecidas de ciudadanos asesinaron brutalmente a cualquier extranjero que pudieron capturar. Los cruzados, por su parte, consideraban que Alejo no había cumplido sus promesas. Alejo rechazó tales acusaciones diciendo: ”No haré más de lo que ya he hecho”. Mientras que las relaciones con los cruzados empeoraban, Alejo se había hecho muy poco popular entre la población griega y tampoco tenía ya el apoyo de su padre. Isaac II, ciego e impotente, se quejaba de tener que compartir el trono con su hijo; y se dedicó a difundir rumores sobre la supuesta perversidad sexual de Alejo, diciendo que vivía en compañía de hombres depravados. El cronista Nicetas Choniates califica a Alejo de “infantil” y critica la familiaridad que tenía con los cruzados y su lujoso estilo de vida. A comienzos de enero de 1204, Alejo IV se vengó de los cruzados, pegando fuego a 17 barcos con materiales inflamables, y enviándolos contra la flota veneciana, pero el intento fracasó.

## Deposición y muerte
En la noche del 27 al 28 de enero de 1204, Alejo IV fue destronado y encarcelado, junto con su padre, por el dirigente del partido antioccidental, Alejo Murzuflo. Isaac II murió poco después, de muerte natural o quizá envenenado, y Alejo IV fue estrangulado el 8 de febrero. Murzuflo fue proclamado emperador con el nombre de Alejo V.